# SN 2004ee
SN 2004ee – supernowa typu Ia odkryta 31 lipca 2004 roku w galaktyce E298-G07. W momencie odkrycia miała maksymalną jasność 17,20m.